# Liste der Moltkedenkmäler
Moltkedenkmäler sind zu Ehren des preußischen Generalfeldmarschalls Helmuth Karl Bernhard von Moltke (1800–1891) errichtete Monumente. Für das Gebiet des (ehem.) Deutschen Reiches sind gegenwärtig zwei Reiterstandbilder und etwa 20 Standbilder, außerdem einige Büstendenkmäler und Reliefs nachweisbar. Ein bis heute erhaltenes Moltkedenkmal steht in Istanbul. Die Mehrzahl der Reliefs befinden sich – oft zusammen mit solchen von Bismarck und Roon – an den Sockeln von Kaiser- und Kriegerdenkmälern (siehe Liste unten).
Das Moltkedenkmal in Parchim ist das älteste Deutschlands und wurde 1876 noch zu Lebzeiten des Dargestellten eingeweiht.

## Moltke-Standbilder, -Büsten und -Gedenksteine
| Bild | Standort                                                 | Verbleib                     | Art                                                                             | Künstler                      | Errichtung/ Einweihung | Weitere Informationen |
| ---- | -------------------------------------------------------- | ---------------------------- | ------------------------------------------------------------------------------- | ----------------------------- | ---------------------- | --- |
|      | Aachen Ehrenfriedhof                                     | erhalten                     | Granitbüste                                                                     | Karl Krauß                    | 22. Juni 1907          | in der Fassade des Bismarck-Turmes, auch Köpfe von Bismarck und Roon |
|      | Arnstadt Kaiser-Wilhelm-Turm                             | zerstört                     | Bronzebüste                                                                     |                               | 9. Aug. 1902           | im Kaiser-Wilhelm-Turm, auch Büsten Kaiser Wilhelm I. und Bismarck, Büsten im Zweiten Weltkrieg eingeschmolzen, Turm noch erhalten (Alteburgturm) |
|      | Backnang am Bahnhof                                      | zerstört                     | Büstendenkmal Galvanoplastik                                                    | Adolf von Donndorf            | 19. Juni 1909          | September 1945 entfernt |
|      | Berlin Großer Stern                                      | erhalten                     | Standbild Laaser Marmor                                                         | Joseph Uphues                 | 25. Okt. 1905          | ursprünglich am Königsplatz, 19. April 1939 Umsetzung zum Großen Stern im Tiergarten |
|      | Berlin Ruhmeshalle                                       | verschollen                  | Bronzebüste                                                                     | Karl Begas                    | 1891                   | in der östlichen Feldherrenhalle der Ruhmeshalle im Berliner Zeughaus, nach Bombenangriff im Spätsommer 1944 auf Schloss Stolberg ausgelagert |
|      | Berlin Alte Nationalgalerie                              | verschollen                  | Marmorbüste                                                                     | Adolf von Donndorf            | um 1886                | Vorbild des 1889 errichteten Moltkedenkmals Stuttgart (siehe dort) |
|      | Berlin-Tiergarten Moltkebrücke                           | zerstört                     | Kopfplastik                                                                     | Karl Begas                    | 1891                   | Original zerstört im Zweiten Weltkrieg, Rekonstruktion siehe nachfolgend |
|      | Berlin-Tiergarten Moltkebrücke                           | erhalten                     | Kopfplastik                                                                     | August Jäkel                  | 1986                   | Rekonstruktion, Original zerstört im Zweiten Weltkrieg |
|      | Berlin-Tiergarten Siegesallee                            | verschollen                  | Marmorbüste                                                                     | Reinhold Begas                | 30. März 1901          | in der ehemaligen Siegesallee als Nebenfigur zur Denkmalgruppe 32, verschollen seit 1948 |
|      | Berlin-Grunewald im Grunewaldturm                        | erhalten                     | Eisengussrelief                                                                 | Ludwig Manzel                 | 1908                   | |
|      | Berlin-Wilmersdorf                                       |                              |                                                                                 | Ernst Seger                   | vor 1898               | |
|      | Bremen Liebfrauenkirche                                  | erhalten                     | Hochrelief                                                                      | Hermann Hahn                  | 4. Nov. 1909           | Hauptartikel Moltkedenkmal (Bremen) |
|      | Breslau Kaiser-Wilhelm-Str.                              | zerstört                     | Bronzestandbild                                                                 | Cuno von Uechtritz-Steinkirch | 26. Okt. 1899          | Guss in den Lauchhammerwerken, eingeschmolzen im Weltkrieg, Hauptartikel Moltkedenkmal (Breslau) |
|      | Chemnitz Marktplatz                                      | zerstört                     | Bronzestandbild                                                                 | Wilhelm von Rümann            | 22. Juni 1899          | Guss in den Lauchhammerwerken, (nach) 1945 entfernt und eingeschmolzen |
| Foto | Daun Gemündener Maar                                     | erhalten                     | Eisengussrelief                                                                 | Friedrich Blankenagel         | 2. Sep. 1894           | Entwurf Regierungsbaumeister Friedrich Blankenagel (1855–1896), Relief 1919 gestohlen und 1926 durch Eisengussrelief erneuert |
|      | Dessau Bahnhofsplatz                                     | verschollen                  | Findling                                                                        |                               |                        | nach 1945 verschollen |
|      | Donaustauf Walhalla                                      | erhalten                     | Marmorbüste                                                                     | Hermann Hahn                  | 10. Mai 1910           | im Auftrag des Prinzregenten von Bayern |
|      | Dortmund Hohensyburg                                     | erhalten                     | Bronzestandbild                                                                 | Adolf von Donndorf            | 30. Juni 1902          | als seitliche Assistenzfigur am Reiterstandbild Wilhelms I., Guss bei Gladenbeck-Berlin, Statue 5 m hoch |
|      | Düsseldorf Alleestraße                                   | teilzerstört                 | Bronzestandbild                                                                 | Josef Tüshaus                 | 17. Nov. 1901          | Hauptartikel Moltkedenkmal (Düsseldorf) |
|      | Düren Ecke Weierstraße/Victor-Gollancz-Straße            | zerstört                     | Standbild                                                                       | Joseph Uphues                 | 22. März 1902          | Hauptartikel Moltkedenkmal (Düren) |
|      | Eberswalde                                               | erhalten                     | Steintreppe                                                                     | Friedrich Arndt               | 1905                   | Treppenanlage von 60 Stufen mit Wandbrunnen, heute "Schillertreppe", 2013 saniert |
|      | Edenkoben Werderberg                                     | teilzerstört                 | Steinrelief                                                                     | Johann Kleindienst            | 11. Mai 1902           | Porträtrelief auf Findling, 1919 von Revolutionären zerschlagen |
|      | Eisenach Burschenschaftsdenkmal                          | zerstört                     | Standbild                                                                       | August Hudler                 | 22. Mai 1905           | |
|      | Elmshorn Moltkeplatz                                     | erhalten                     | Obelisk mit Relief                                                              |                               |                        | |
|      | Eppstein Kaisertempel                                    | erhalten                     | Bronzebüste                                                                     |                               | 2. Sep. 1894           | Tempelanlage mit Reliefs Kaiser Wilhelm I. und Friedrich III., sowie Büsten Bismarck und Moltke |
|      | Essen Dückerstraße (E.-Werden)                           | erhalten                     | Sandsteinstandbild                                                              | Wilhelm Albermann             |                        | ehemals seitliche Assistenzfigur am Kaiser-Wilhelm-Denkmal |
|      | Essen Hauptstraße, Ecke Martin-Luther-Platz (E.-Kettwig) | erhalten                     | Sandsteinstandbild                                                              | Wilhelm Albermann             |                        | Sockelfigur am Kaiser-Wilhelm-Denkmal |
|      | Görlitz                                                  | zerstört                     | Bronzestandbild                                                                 | Johannes Pfuhl                | 18. Mai 1893           | als seitliche Assistenzfigur am Kaiser Wilhelm I.-Reiterstandbild, 1942 eingeschmolzen |
|      | Görlitz Oberlausitzer Ruhmeshalle                        | zerstört                     | Marmorstandbild                                                                 | Harro Magnussen               | 28. Nov. 1902          | in der Ruhmeshalle, (nach) 1945 von den polnischen Behörden entfernt/zerstört |
|      | Gravelotte Gedenkhalle                                   | zerstört                     | Marmorbüste                                                                     | Ludwig Cauer                  | Mai 1905               | Einrichtung der Gedenkhalle für 1870/71 1918 von französischen Separatisten entfernt/zerstört, die Halle selbst ist erhalten |
|      | Großschönau Hutberg                                      | zerstört                     | Bronzebüste                                                                     | Felix Görling                 | 4. Sep. 1892           | Pendant zu ähnlichen Denkmälern für Kaiser Wilhelm I. und Bismarck, alle 1946 zerstört |
|      | Hachenburg                                               |                              | Büstendenkmal                                                                   |                               | vor 1901               | |
|      | Hagenow                                                  | zerstört                     | Bronzerelief                                                                    |                               |                        | Relief auf Findling, (nach) 1945 zerstört |
|      | Halle (Saale)                                            | zerstört                     | Bronzestandbild                                                                 | Peter Breuer                  | 26. Aug. 1901          | als seitliche Assistenzfigur am Kaiser-Wilhelm-I.-Reiterstandbild, Moltkefigur 1923 bei Sprengstoffanschlag zerstört und anschl. erneuert, 1924 Wiedereinweihung, Bronzeteile teilweise im Weltkrieg eingeschmolzen, Reste 1947 abgetragen                                                         |
|      | Hamburg Laeiszhof                                        | erhalten                     | Standbild                                                                       | Bruno Kruse                   |                        | ausgeführt in Kupfertreibarbeit |
|      | Hamburg-Wandsbek Eichtalpark                             | erhalten                     | Bronzerelief                                                                    | Karl Garbers                  |                        | |
|      | Hirschberg-Petersdorf                                    | ruinös erhalten              | Bronzerelief                                                                    | Moritz Daehmel                | 14. Mai 1896           | auf dem Moltkefelsen (Kynast), Architektur ohne Reliefs und Inschriften ruinös erhalten |
|      | Hohenlockstedt                                           | erhalten                     | Inschrift                                                                       |                               | 1900                   | Bestandteil des Bismarck-Gedenksteines, dort ebenfalls Gedenken an Roon |
|      | Hohenwestedt                                             |                              | Findling mit Relief                                                             | 1892                          |                        | |
|      | Istanbul-Tarabya deutsche Botschaft (Sommerresidenz)     | erhalten                     | Marmorobelisk mit Relief                                                        | August Jasmund (Baumeister)   | 1889                   | im Park der Sommerresidenz des deutschen Botschafters, errichtet von der deutschen Kolonie in Konstantinopel |
|      | Koblenz Schloßstraße 53                                  | zerstört                     | Gedenktafel                                                                     |                               |                        | Verlust Zweiter Weltkrieg |
|      | Köln                                                     | zerstört                     | Bronzestandbild                                                                 | Fritz Schaper                 | 2. Sep. 1881           | Guss von den Lauchhammerwerken, zerstört bei einem Fliegerangriff |
|      | Krefeld Ostwall                                          | zerstört                     | Bronzestandbild                                                                 | Wilhelm Albermann             | 1897                   | 1942/44 eingeschmolzen |
|      | Kreisau am Schloss                                       | zerstört                     | Bronzebüste                                                                     | Heinrich Pohlmann             | 1879                   | vergoldete Bronzebüste Kaiser Wilhelm I. zu Ehren Moltkes gewidmet |
|      | Laboe Moltke-Stein                                       | erhalten                     | Findling                                                                        |                               | 1891 (?)               | ursprünglich in einem Kasernenhof in Kiel |
|      | Lage Wilhelmsburg                                        | zerstört                     | Findling                                                                        |                               | 26. Okt. 1890          | |
|      | Langerwehe Landschaftsgarten Kammerbusch                 | erhalten                     | Gedenkstein                                                                     |                               |                        | im Landschaftsgarten Kammerbusch |
|      | Leipzig                                                  | zerstört                     | Reiterstandbild                                                                 | Rudolf Siemering              | 18. Aug. 1888          | Teil des Siegesdenkmals, zerstört 1946 |
|      | Lübeck                                                   | erhalten                     | Bronzerelief                                                                    | Felix Görling                 | 1893                   | an einem Haus, in dem Moltke 1806 wohnte und den Einzug der Napoleonischen Truppen erlebte, Relief Original Inschrift neu |
|      | Mannheim                                                 | zerstört                     | Bronzestandbild                                                                 | Joseph Uphues                 | 19. Okt. 1902          | 1942 eingeschmolzen |
|      | Mülheim (Ruhr)                                           | verschollen                  | Marmorbüste                                                                     | Heinrich Stockmann            | 23. Juli 1900          | Verbleib unbekannt |
|      | Neubrandenburg                                           | zerstört                     | Bronzerelief                                                                    |                               | 26. Okt. 1909          | Relief auf Findling, (nach) 1945 zerstört |
|      | Nieder-Schreiberhau                                      | teilzerstört                 | Bronzerelief                                                                    | Moritz Daehmel                | 14. Mai 1896           | Denkmal ruinös, Relief und Inschriften fehlen |
|      | Oppeln Malapanerstraße                                   | zerstört                     | Büstendenkmal                                                                   |                               | 30. Sep. 1899          | Höhe der Büste 1,15 m; vermutlich nach 1941 eingeschmolzen |
|      | Pansdorf (Holstein)                                      | ?                            | Findling mit Relief                                                             |                               | 1913                   | errichtet vom Krieger- und Militärverein |
|      | Parchim Moltkeplatz                                      | erhalten                     | Bronzestandbild                                                                 | Ludwig Brunow                 | 2. Okt. 1876           | Hauptartikel: Moltkedenkmal (Parchim) |
|      | Parchim Buchholz                                         | erhalten                     | Granitobelisk                                                                   |                               | 26. Okt. 1900          | errichtet zum 100. Geburtstag Moltkes |
|      | Plauen                                                   | zerstört                     | Bronzestandbild                                                                 | Wilhelm Haverkamp             | 26. Okt. 1899          | |
|      | Potsdam-Babelsberg Feldherrenbank                        | zerstört                     | Bronzebüste                                                                     | Ludwig Brunow                 | 1882                   | eingeschmolzen im Zweiten Weltkrieg, Architekturteile erhalten |
|      | Prenzlau Marktplatz                                      | zerstört                     | Bronzestandbild                                                                 | Johannes Schilling            | 25. Sep. 1899          | Geschenk des Prenzlauer Ehrenbürgers Witt, 1944 eingeschmolzen |
|      | Ratzeburg Küchensee                                      | erhalten                     | Findling mit Bronzeplatte                                                       |                               |                        | Daten beziehen sich auf den ersten und letzten Besuch bei seiner Schwester in Ratzeburg. |
|      | Reichenbach Solbrigplatz                                 |                              | Bronzestandbild                                                                 | Josef Drischler               | 1901                   | |
|      | Schülp b. Rendsburg                                      | erhalten und restauriert     | Gedenkstein                                                                     |                               |                        | zur Erinnerung an den Besuch der Baustelle des Nord-Ostsee-Kanals durch Graf von Moltke am 6. April 1891 |
|      | Ruhland                                                  | erhalten, Metallteile fehlen | Betonstele auf Stufenpodest, mit Plakette (Flachrelief) und Kugel (Reichsapfel) |                               | 1893                   | am Geschwister-Scholl-Weg in Ruhland; das Denkmal wurde 1893 errichtet und stand bis 1938 (Autobahnbau) am Ende der damaligen Moltke-Allee (verlängerte Fischerstraße); Plakette und Kugel nach 1945 verschollen. Kugel wieder aufgefunden und eine neu gegossene Plakette wurde angebracht (2019) |
|      | Schweidnitz Moltkeplatz                                  | zerstört                     | Bronzestandbild                                                                 | Ernst Seger                   | 29. Okt. 1899          | gleichzeitig Kriegerdenkmal für 1864, 1866, und 1870/71; (nach) 1945 von den polnischen Behörden entfernt und eingeschmolzen |
|      | Sorau Bismarckplatz                                      | zerstört                     | Büstendenkmal                                                                   |                               | 26. Okt. 1900          | |
|      | (bei) Straßburg Moltkefels                               | zerstört                     | Bronzestandbild                                                                 | Cauer                         | 2. Sep. 1883           | Pendant zu einem Bismarckstandbild |
|      | Stuttgart Charlottenplatz                                | erhalten                     | Büstendenkmal                                                                   | Adolf von Donndorf            | 31. März 1889          | Büste 1,10 m hoch, mit Bismarckdenkmal als Pendant, beide heute im Lapidarium (Mörikestr. 24) |
|      | Velbert                                                  |                              |                                                                                 |                               |                        | |
|      | Werden Königsbrücke                                      | erhalten                     | Bronzestandbild                                                                 | Wilhelm Albermann             | 10. Mai 1891           | Ensemble von 3 Standbildern: Kaiser Wilhelm I. (1884), Bismarck (1891) und Moltke, 1932 umgesetzt, heute im Dückerpark |
| Foto | Wuppertal-Elberfeld Victoria-Platz                       | zerstört                     | Büstendenkmal                                                                   | Eugen Challier                | 2. Sep. 1895           | Bronzeguss von Schäffer&Walcker Berlin, zerstört im Zweiten Weltkrieg |
|      | Zerbst                                                   | zerstört                     | Büstendenkmal                                                                   | Friedrich Pfannschmidt        | 30. Apr. 1899          | |

## Moltke-Türme

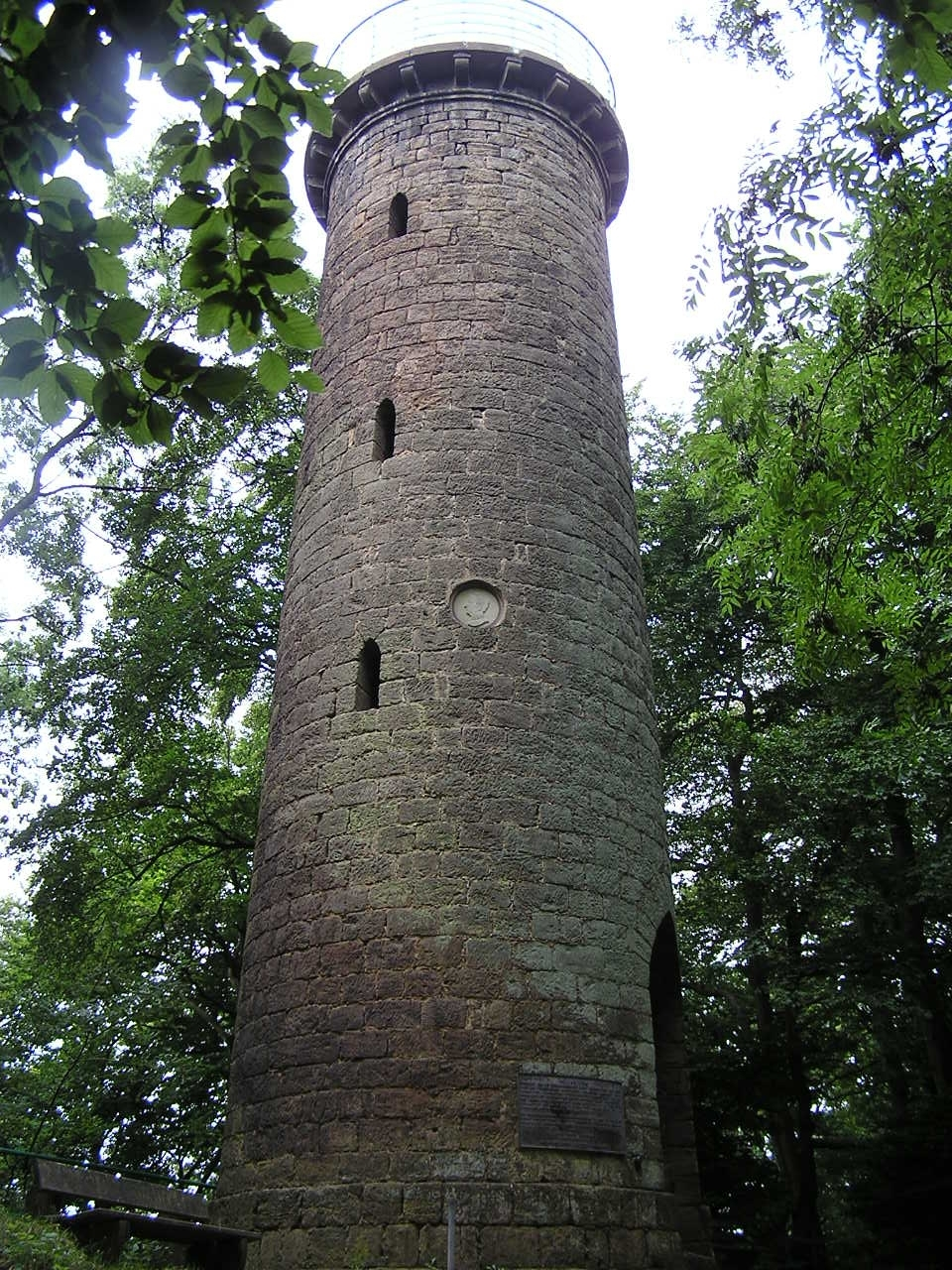
Moltketurm Porta Westfalica

- Köln-Wahnheide, auf dem Truppenübungsplatz Wahner Heide, auf dem Moltkeberg, nicht erhalten
- Parchim (1913 geplant, nicht realisiert)
- Porta Westfalica, 1906 Umwidmung (Moltketurm (Porta Westfalica))
- Moltketurm (Nowa Ruda) Schlegel (Kr. Glatz), 1913 auf dem schlesischen Allerheiligenberg (polnisch Góra Wszystkich Świętych) nahe dem Ort Schlegel – heute Słupiec – errichteter Turm aus rotem Sandstein
- Sangerhausen, 1904 (Moltkewarte)

## Moltke-Reliefs an Kaiser-, Krieger- und sonstigen Denkmälern

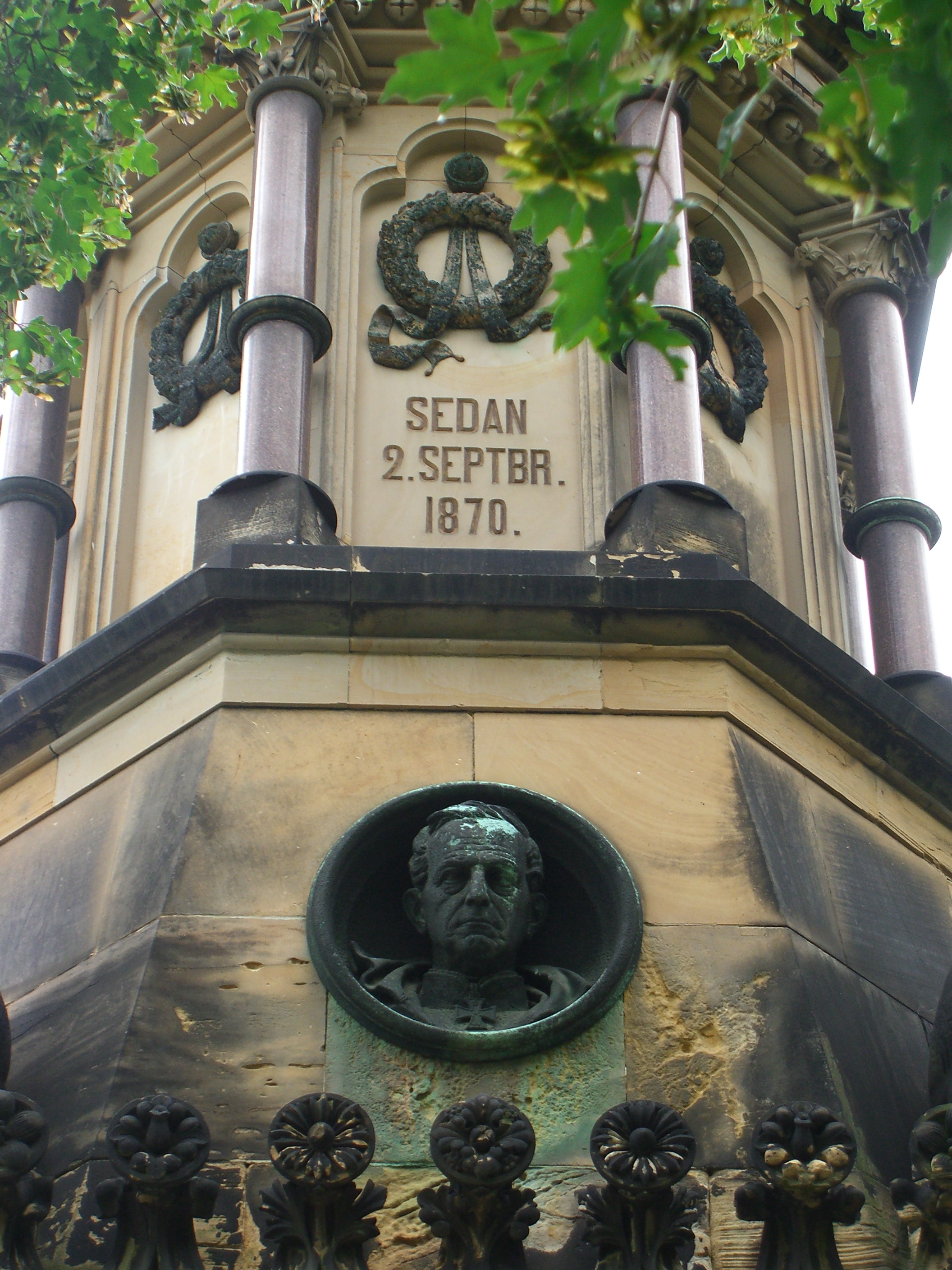
Kriegerdenkmal 1870/71 Magdeburg

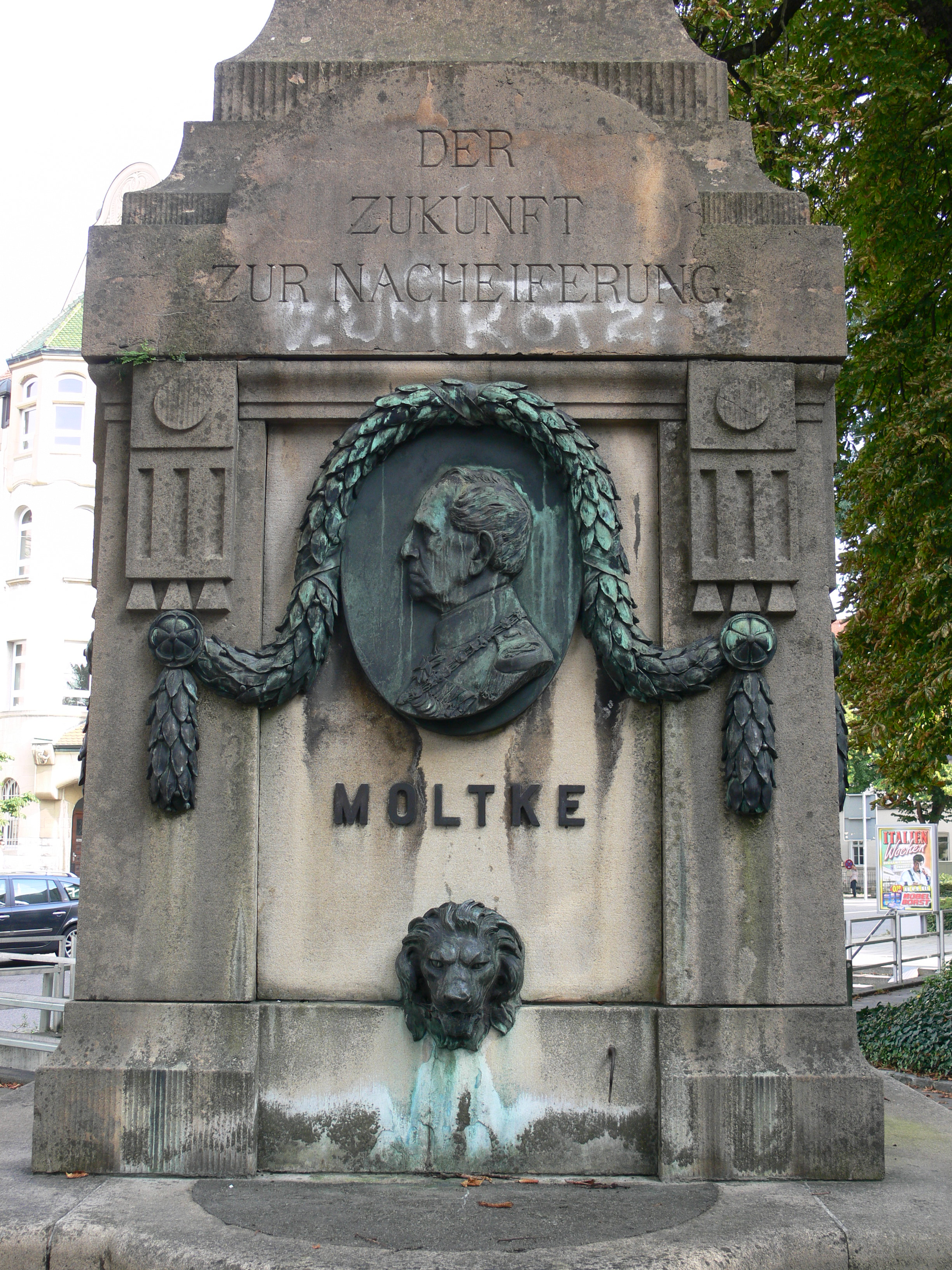
Kriegerdenkmal 1870/71 Ulm

- Bad Pyrmont, 1897, am Kriegerdenkmal für den Krieg von 1870/71 auf dem Kaiserplatz
- Bauerwitz, 1897
- Berlin-Schmargendorf, 1895
- Bochum, 1875
- Bretten, 1898
- Burgsteinfurt, 1897
- Caternberg, 1900
- Christburg
- Czarnikau, 1909
- Delitzsch, 1895
- Driesen, 1896
- Duisburg, 1898
- Düren, 1892
- Edenkoben, 1899
- Eibenstock, 1880
- Elbing, 1905
- Erlangen, 1897
- Frankfurt (Oder), 1900
- Friemersheim, 1905
- Gartz, 1902
- Gera, 1894
- Gottesberg, 1903
- Glogau, 1900
- Gollnow
- Gussenstadt, 1899
- Heiligenbeil, 1900
- Kattowitz, 1898
- Kassel, 1898
- Kettwig, 1889
- Kirchheimbolanden, 1897
- Kirchweyhe, 1898
- Kruschwitz, 1895
- Lauterecken, 1895
- Magdeburg, 1877
- Marienwerder
- Meiderich, 1896
- Mohrungen, 1902
- München, 1899
- Namslau
- Neumark, vor 1899
- Neustadt am Rübenberge, 1913
- Neustadt in Schlesien (Prudnik), 1888
- Oschersleben, 1897
- Ostrowo, 1900
- Plathe, 1905
- Quakenbrück, 1896
- Radevormwald, um 1907
- Ratzeburg, 1890
- Repelen, 1905
- Reutlingen, 1892
- Rheine, 1896
- Rößel, 1896
- Saarburg, 1898
- Samotschin
- Schivelbein, 1895
- Schlochau, 1895
- Schneidemühl, 1903
- Schwetz, 1897
- Siegen, 1892
- Sodingen, 1899
- Stallupönen, 1900
- Streino, 1899
- Ulm, 1903
- Wald
- Wattenscheid
- Weisswasser
- Westenfeld, 1896
- Wildungen, 1890
- Witten, 1877
- Woldenberg, 1894
- Wollstein, 1898
- Zeitz, 1899
- Zeulenroda, 1898

## Moltke-Büsten

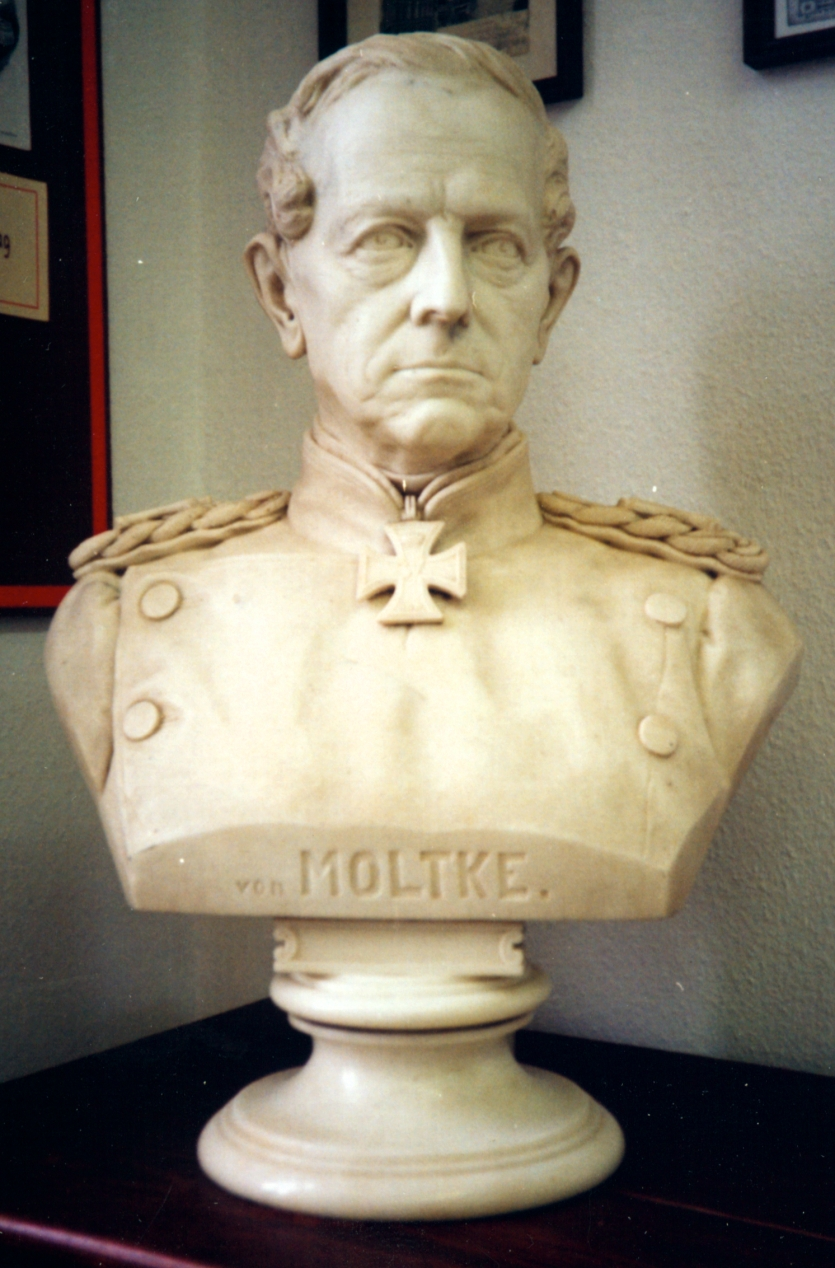
Moltkebüste von Ludwig Brunow

Eine Reihe von Bildhauern modellierten Moltke insbesondere nach der Reichseinigung – Moltke gilt als einer der (militärischen) Reichseiniger – in Büsten, die oft in öffentlichen Gebäuden (Rathäuser etc.) Aufstellung fanden. Dabei fanden verschiedene Materialien Anwendung: Marmor, Bronze, Gips. Gießereien wie Gießerei Gladenbeck, Schäffer & Walcker (beide Berlin) und die WMF (Geislingen) boten Moltkebüsten in ihren Katalogen einer breiten Kundschaft an.
Es sind Moltkebüsten bekannt von den Bildhauern: Xaver Arnold, Heinrich Baucke, Reinhold Begas, Gustav Bläser, Johann Bläser, Ludwig Brunow, Adolf von Donndorf, F. Drake, Emil Kiemlen, Bruno Kruse, O. Lessing, Friedrich Pfannschmidt, Fritz Schaper, Karl Schuler, Emil Steiner, W. Uhrmann, Hermann Wittig, Albert Wolff, sowie als Relief von Felix Görling und Adolph Hensel.